# Longué-Jumelles
Longué-Jumelles – miejscowość i gmina we Francji, w regionie Kraj Loary, w departamencie Maine i Loara.
Według danych na rok 2010 gminę zamieszkiwało 6826 osób, a gęstość zaludnienia wynosiła 70 osób/km².

## Współpraca
- Sinsheim, Niemcy
- Calverton, Wielka Brytania